# Зимние праздники в космосе
Зимние праздники в космосе отмечаются на Международной космической станции ежегодно космонавтами, трудящимися в условиях невесомости, их семьями и специалистами на Земле.

## Даты
Экипажу предоставляется на дежурстве возможность отмечать праздники в соответствии с их культурой, конфессией и этнической принадлежностью. Любимым зимним праздником для российских космонавтов является Новый год, а американцы больше чтят Рождество.
Христиане восточного обряда празднуют Рождество Христово по юлианскому календарю, а в католической церкви и её различных ответвлений — по григорианскому, отчего экипаж может отмечать Рождество 25 декабря и 7 января.
Новый год на орбите можно отметить 16 раз — пока станция пересекает разные часовые пояса. Но обычно празднуют 3-4 раза, ориентируясь на земное время космонавтов.

## Новый год
Первыми на орбите Новый год встретили советские космонавты Георгий Гречко и Юрий Романенко в 1978 году на станции «Салют-6», а самым многолюдным стал праздник 1 января 2022 года, который на орбите встретили 10 человек: 7 членов экипажа МКС и 3 тайконавта на борту станции Тяньгун.
Российские космонавты соблюдают традицию просмотра фильма «Ирония судьбы, или С лёгким паром!», накрывают стол из космической еды и фруктов, доставленных космическим грузовиком. Земля в Новый Год светится на 50% ярче, но фейерверков со станции не видно. От яркой иллюминации над планетой образуется световой колпак.

## Рождество
Рождество (по новому стилю) впервые встретил на орбите (причём, окололунной) экипаж Аполлона-8 в 1968 году. Ввиду большой загруженности экипажа празднование Рождества было ограничено небольшой религиозной церемонией: каждый из членов экипажа прочитал выбранный им фрагмент книги Бытия в телетрансляции на Землю. Затем Борман поздравил всех землян с Рождеством.
На станции «Мир», где впервые было установлено круглогодичное пребывание экипажей в космосе, советские члены экипажа праздновали только Новый год, но члены международной программы Мир-шаттл имели возможность праздновать Рождество, если это не нарушало согласованного графика работ.
Первая экспедиция, прибывшая на международную космическую станцию в ноябре 2000 года, впервые отпраздновала зимние праздники на борту. Потом праздник в космосе встретили на МКС-30 космонавты Дональд Петтит, Олег Кононенко и Андре Кёйперс. С 2000 года на станции постоянно присутствовали космонавты, отчего многим довелось отметить Рождество на борту станции.
Момент празднования был запечатлён на фотографии 25 декабря 2011 экипажем МКС-30: Дэном Бербанком, Олегом Кононенко, Дональдом Петтитом, Анатолием Иванишиным, Андре Кёйперсом и Антоном Шкаплеровым.
24 декабря 2013 года космонавты вышли в открытый космос, чтобы установить новый аммиачный насос для системы охлаждения, вышедшей из строя месяцем ранее. При установке выбросы ядовитого аммиака напоминали «небольшую пургу». Это был второй в истории НАСА выход в открытый космос во время Сочельника.
25 декабря 2016 года члены экипажа в невесомости отпраздновали Рождество, открывая подарки, доставленные японским космическим грузовиком.

## Космические традиции

### Праздничный ужин
Из-за популярности торжества на станции сложилась своя традиция — совместный праздничный ужин без шампанского, которое в космосе превращается в пену, и без запрещённого на станции спиртного. Обычно фирмы, производящие продукты для космонавтов, изготавливают специальные праздничные наборы. В интернациональных командах коллеги угощают друг друга рационом.

### Украшения
Также на борту привязывают к чему-нибудь неподвижному (часто на потолке) и наряжают маленькую искусственную ёлку:

Игрушки обычные — из пластика и мишуры. Самые креативные экипажи используют для декораций подручные средства. Один космонавт вешал на ёлку инструменты — гаечки, отвёртки, гаечные ключи. Это выглядело авангардно и красиво. — космонавт Александр Лазуткин
Для создания праздничного настроения интернациональная команда надевает красные колпаки Санта-Клауса. Хранится на орбите и костюм Снегурочки.

### Видео
- Космонавты на МКС готовятся к встрече Нового года
- Новый год на МКС
- Год на орбите. Новый год в космосе. Фильм 7